# Paolo Moneglia
Paolo Moneglia (ur. ok. 1444, Genua – zm. 1502, Buda) – włoski dominikanin, inkwizytor, biskup Chios.
Pochodził z Genui, z rodziny, która w XVI wieku przyjęła nazwisko Giustiniani. Wstąpił do zakonu dominikanów w konwencie S. Maria di Castello w Genui w 1463. Następnie studiował teologię na uniwersytetach w Kolonii (1474-76) i w Pawii (1476), uzyskując tytuł magistra w 1476. W sierpniu 1476 został wybrany przeorem konwentu S. Domenico w Genui, jednak zrezygnował w styczniu 1478 i poświęcił się pracy naukowo-dydaktycznej, m.in. w 1479-82 kierował katedrą tomistyczną na uniwersytecie w Pawii. W 1485 objął funkcję prowincjała Lombardii Górnej (tzw. Prowincji św. Piotra Męczennika), którą sprawował przez czteroletnią kadencję, do 1489.
W 1490 papież Innocenty VIII (1484-1492) mianował Moneglię Mistrzem Świętego Pałacu, którym pozostał także za następnego papieża Aleksandra VI (1492-1503) aż do 1499. W 1493 był członkiem komisji teologicznej, która odwołała dokonane przez Innocentego VIII potępienie tez filozoficznych Giovanni Pico della Mirandola. Brewe Aleksandra VI z 18 czerwca 1493 rehabilitujące filozofa wskazuje na decydujący wkład Moneglii w doprowadzenie do takiego rozstrzygnięcia.
W 1494 Paolo Moneglia został mianowany przez generała zakonu dominikanów Gioacchino Torrianiego inkwizytorem Marchii Genui. Przyczyny tej nominacji nie są jasne, tym bardziej, że Moneglia zachował urząd Mistrza Świętego Pałacu. Przypuszczalnie miał on opanować tam napięcia wynikłe z imigracji znacznej liczby żydów i chrześcijan żydowskiego pochodzenia uciekających przed prześladowaniami w Hiszpanii. Nie zachowały się jednak żadne dane o jego działalności inkwizytorskiej w Genui. Do Rzymu powrócił na początku 1497, gdy zrezygnował z funkcji inkwizytora.
W 1498 Paolo Moneglia został ponownie mianowany inkwizytorem przez Aleksandra VI, który polecił mu przeprowadzenie dochodzenia wobec zamieszkujących w Rzymie chrześcijan żydowskiego pochodzenia (tzw. marrani), którzy uciekli z Hiszpanii z powodu zarzutów o potajemne wyznawanie judaizmu i zostali zaocznie skazani na śmierć przez tamtejszą Inkwizycję. W lipcu 1498 odbyło się w Rzymie wielkie auto da fe z udziałem samego papieża, podczas którego Paolo Moneglia udzielił rozgrzeszenia 180 marranom.
1 lutego 1499 Aleksander VI mianował Moneglię biskupem Chios, zwalniając jednocześnie z obowiązków Mistrza Świętego Pałacu. Wydaje się jednak mało prawdopodobne, by Moneglia kiedykolwiek odwiedził swoją diecezję, gdyż niedługo po nominacji został wysłany z misją dyplomatyczną na Węgry i w jej trakcie zmarł w Budzie. Jego następca w diecezji Chios został mianowany 16 listopada 1502.